# Hermosa Rusia del futuro
La «hermosa Rusia del futuro» (en ruso, Прекрасная Россия Будущего o Prekrásnaya Rossíya Búduschego, abreviado como PRB) es una expresión utilizada por la parte liberal de la oposición rusa en relación con el supuesto futuro de Rusia, en el que se desarrollarán las instituciones de la democracia y el poder se ejercerá por políticos democráticamente electos. Los representantes de otros movimientos políticos de la oposición rusa utilizan la expresión con menos frecuencia o casi nunca.

## Historia

### Origen
Inicialmente, la expresión “la hermosa Rusia del futuro” fue utilizada por el político ruso Alekséi Navalni cuando habló de las transformaciones que pretende llevar a cabo si llega al poder. Navalni también intentó registrar un partido llamado "Rusia del Futuro".

### Extensión
Posteriormente, esta expresión ganó cierta popularidad entre otros políticos rusos. Así, el político y aliado de Alekséi Navalni Leonid Vólkov argumentó que los emigrantes rusos contienen un serio potencial personal para la “hermosa Rusia del futuro”, y el político Mijaíl Svetov afirmó que tiene sentido resolver las diferencias ideológicas solo con su socio Navalni y en la “hermosa Rusia del Futuro”, donde funcionen instituciones electivas, donde haya libertad de expresión, y donde puedan influir en algo en un ambiente civilizado. La figura política y pública Maxim Katz también usa regularmente esta frase, por ejemplo, en el título de un video en su canal de YouTube.
Esta expresión también es utilizada por escritores y periodistas. Alekséi Ivanov, en una entrevista con Nóvaya Gazeta sobre el lanzamiento de su novela y serie de audio Shadows of the Teutons, dijo: "No estamos construyendo una nueva Rusia, — "hermosa Rusia del futuro" — sino "URSS-2". Estamos devolviendo Crimea, celebrando los Juegos Olímpicos de nuevo, reviviendo la ideología, iniciando una Nueva Guerra Fría y, en general, quitando el polvo a los viejos espantapájaros”. El economista Andréi Zaostróvtsev, en su artículo en Fontanka, llama a la “hermosa Rusia del futuro” el deseo de un futuro ideal para el país, y cuanto más “hermosa” es, “más ancho es el agujero en la humanidad”.
En julio de 2021, el bloguero Iliá Remesló presentó solicitudes ante Rospatent para el registro de la marca comercial "La hermosa Rusia del futuro" y la abreviatura PRB. Remesló le dijo a Meduza que encontró la frase "interesante" y que piensa usarla en sus actividades sociales relacionadas con los medios.

Bandera blanca-azul-blanca utilizada en las protestas contra la invasión rusa de Ucrania

En febrero-marzo de 2022, en el contexto de la invasión rusa de Ucrania, los usuarios de Twitter comenzaron a distribuir una nueva versión de la bandera rusa, que se ha convertido en uno de los símbolos del movimiento contra la guerra. Los autores del sitio dedicado a la bandera blanca-azul-blanca la presentan como "la bandera de la bella Rusia del futuro". El 15 de marzo de 2022, al aire en el programa Status, la politóloga Ekaterina Shulman, a una pregunta de un oyente sobre la aparición de una “bandera antibelicista” en Rusia, respondió que no puede subestimarse la importancia de los símbolos en la política, que la “reinvención” de Rusia es una gran ocupación para toda la clase intelectual en las próximas décadas, ya que la antigua formación del estado “se desmorona ante nuestros ojos”. El comentario de Shulman sobre la facilidad de reproducción del símbolo de protesta confirma y complementa las palabras de Kai Katonina sobre el mismo tema. Ekaterina Shulman completó la respuesta a la pregunta formulada con las palabras: “El primero ha pasado, ahora habrá uno nuevo”.

## Opinión pública
La doctora en Ciencias Políticas Olga Popova sostiene que la imagen de una “hermosa Rusia del futuro”, en la que solo se indica en un elemento: la ausencia de corrupción, es buena solo para un eslogan político publicitario.
El Doctor en Filosofía Stanislav Nekrásov cree que la "hermosa Rusia del futuro" es una crítica del capitalismo existente en aras del "buen" capitalismo: pequeñoburgués, sacerdotal, reaccionario, feudal. Esta es la ideología de una sociedad donde una persona será completamente feliz.
El candidato de ciencias políticas Iván Preobrazhenski cree que la "hermosa Rusia del futuro" de Alekséi Navalni está destinada al papel de "Rusia indeseable", que "está en prisión si trata de luchar por el poder".
El crítico literario Iliá Kukulin dijo que, después de todo, Rusia no será hermosa, sino solo de la forma en que la hacemos.